# Aucasaurus

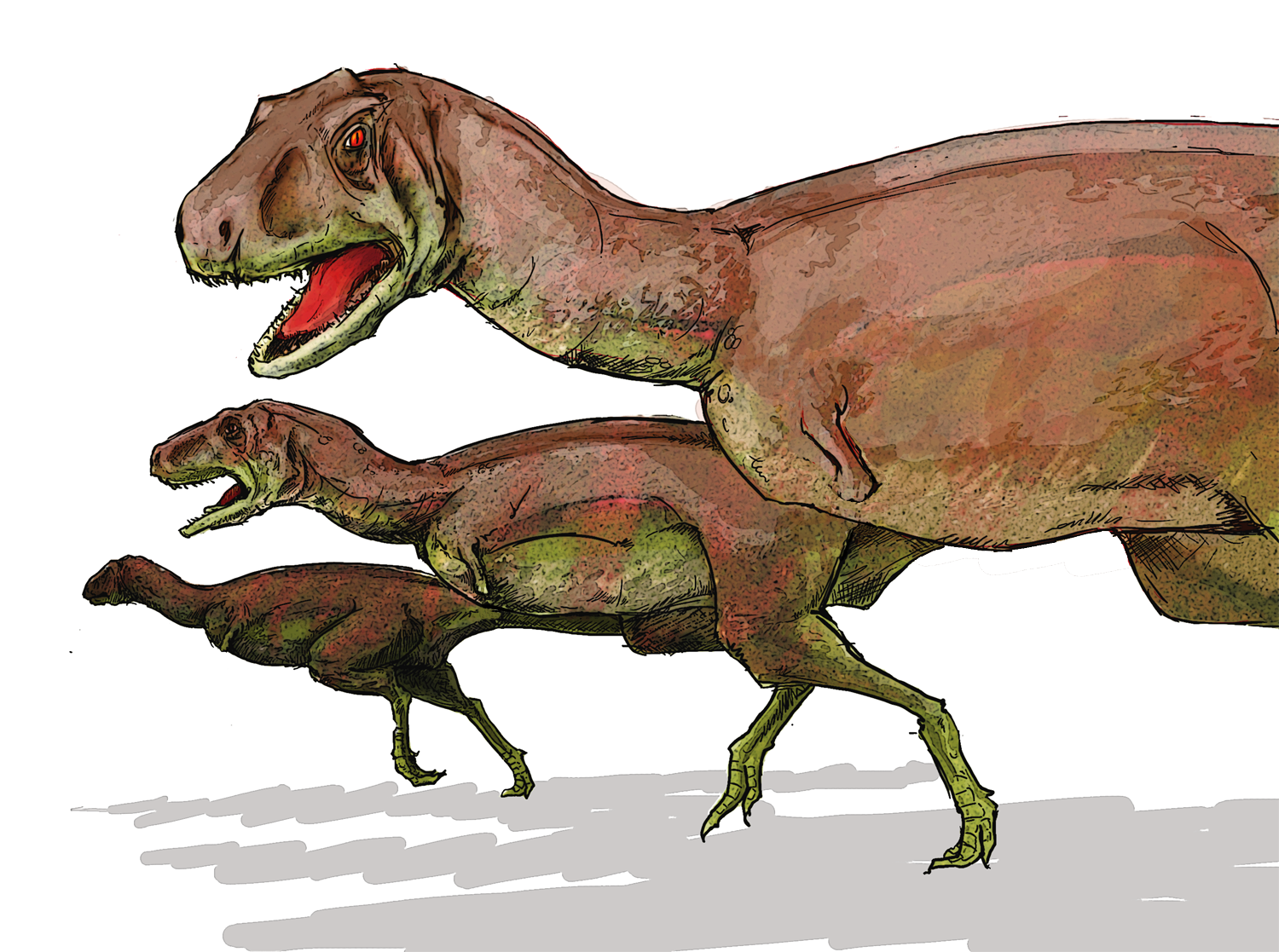
Aucasaurus in einer künstlerischen Lebenddarstellung

Aucasaurus ist eine Gattung theropoder Dinosaurier aus der Gruppe der Abelisauridae. Das einzige bekannte Skelett stammt aus der Oberkreide (Unteres bis Mittleres Campanium) der argentinischen Fundstelle Auca Mahuevo, die für ihre zahlreichen Funde von Sauropodeneiern und -embryonen berühmt ist. Es handelt sich um ein gut erhaltenes, nahezu vollständiges Skelett inklusive Haut- und Gewebeabdrücken. Dieser Fund bietet Einblicke in verschiedene bisher schlecht verstandene Aspekte der Anatomie der Abelisauridae, allem voran der stark reduzierten Arme, und hat daher einen hohen wissenschaftlichen Wert. Aucasaurus wurde 2002 von Forschern um Rodolfo Coria mit der einzigen Art Aucasaurus garridoi vorläufig wissenschaftlich beschrieben. Eine umfangreiche Beschreibung wird derzeit vorbereitet (Stand 2008).
Der Name Aucasaurus kommt aus der Sprache der Mapuche und weist auf den Fundort Auca Mahuevo. Der zweite Teil des Artnamens, garridoi, ehrt Alberto Garrido, den Entdecker des Skeletts.

## Merkmale
Aucasaurus war wie andere Abelisauriden ein zweibeiniger Fleischfresser mit verhältnismäßig kurzem Schädel und kurzen, reduzierten Armen. Das gefundene Skelett ist um 30 % kleiner als das des nahe verwandten Carnotaurus. Die Beine waren verhältnismäßig schlank – ähnlich wie bei Carnotaurus, aber anders als bei Majungasaurus. Im Vergleich mit Carnotaurus war Aucasaurus weniger stark spezialisiert: Während Carnotaurus ein Paar große, vom Stirnbein (Frontale) ausgehende Stirnhörner aufweist, waren bei Aucasaurus lediglich niedrige Vorsprünge ausgebildet. Die Schnauze, die bei Carnotaurus höher als lang ist, ist bei Aucasaurus im Verhältnis länger. Die Arme waren bei beiden Gattungen verkürzt; relativ zum Oberschenkelknochen waren die Arme bei Aucasaurus jedoch länger als bei Carnotaurus.
Die Mittelhandknochen (Metacarpalia) sind wie bei Carnotaurus direkt mit dem Unterarm artikuliert; Handwurzelknochen (Carpalia) fehlen. Die Hand ist vierstrahlig: Der erste und vierte Strahl bestehen lediglich aus je einem Mittelhandknochen, während der zweite und der dritte Strahl jeweils ein und zwei kleine Fingerknochen (Phalangen) aufweisen. Wie bei Carnotaurus zeigt der vierte Mittelhandknochen ein konisches Ende. Jedoch ist bei Aucasaurus der erste Mittelhandknochen der längste Knochen der Hand, nicht der vierte wie bei Carnotaurus.

## Systematik
Aucasaurus wird innerhalb der Abelisauridae häufig als Schwestergattung von Carnotaurus klassifiziert.

## Fund
Das einzige Skelett wurde im März 1999 während einer paläontologischen Expedition entdeckt. Das Skelett (Holotyp, Exemplarnummer MCF-PVPH-236) wurde im anatomischen Verbund und auf der rechten Seite liegend vorgefunden. Es gehörte wahrscheinlich zu einem erwachsenen Individuum, worauf der Verschmelzungsgrad einzelner Knochennähte am Skelett hindeutet.